# Kratonan
Kratonan is een bestuurslaag in het regentschap Surakarta van de provincie Midden-Java, Indonesië. Kratonan telt 4146 inwoners (volkstelling 2010).